# Condamine (Ain)
Condamine – miejscowość i gmina we Francji, w regionie Owernia-Rodan-Alpy, w departamencie Ain.

## Demografia
Według danych na styczeń 2012 r. gminę zamieszkiwały 452 osoby, a gęstość zaludnienia wynosiła 97,4 osób/km².